# Muhammad V al-Nasir
Muhammad V al-Nāṣir (La Marsa, 14 luglio 1855 – La Marsa, 8 luglio 1922) è stato Bey di Tunisi dal 1906 fino alla sua morte.

## Regno
Investito del titolo di Principe della Corona l'11 giugno 1902, egli succedette al cugino Muhammad IV al-Hadi, l'11 maggio 1906. Nominato Maggiore-Generale dell'esercito l'11 giugno 1902, venne promosso al rango di maresciallo l'11 maggio 1906.
Nell'aprile del 1922, Naceur Bey (Nāṣir Bāy), insoddisfatto del trattamento che la Francia riservava ai membri del partito nazionalista tunisino, minacciò di abdicare al trono se la Francia non avesse soddisfatto la loro richiesta di emancipazione. Di conseguenza, le autorità del protettorato francese in Tunisia continuarono nel loro progetto. Il Generale francese Lucien Saint, comandante delle truppe francesi in Tunisia, accerchiò il palazzo reale con le proprie truppe. A questo punto, Muhammad V decise di proclamare le proprie dimissioni il 5 aprile di quello stesso anno, inaugurando così una politica di "suggestione" dei generali francesi residenti che difatti presero il controllo dello stato con la forza.
Umiliato, il Bey morì l'8 luglio dello stesso anno e venne sepolto nel mausoleo di Turbet el-Bey a Tunisi.
Il Bey ebbe tre mogli, di cui l'ultima Lalla Kmar fu la sua favorita.